# Millereffect
In de elektronica is het millereffect de verhoging van de effectieve ingangscapaciteit van een inverterende spanningsversterker als gevolg van de versterking van een eventueel aanwezige capacitieve koppeling tussen de ingangs- en uitgangsklemmen. De millercapaciteit is meestal een parasitaire capaciteit die inherent aanwezig is tussen de uitgang en de ingang van actieve versterkerelementen zoals transistors en radiobuizen en is de voornaamste oorzaak voor de verzwakking van de versterkingsfactor bij hoge frequenties. De millercapaciteit werd in 1920 beschreven door de Amerikaanse ingenieur John Milton Miller bij zijn onderzoek van de triode.

## Afleiding

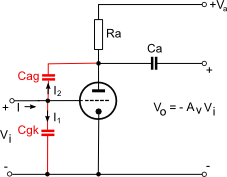
De in het rood getekende condensatoren en worden respectievelijk gevormd door de capaciteit tussen het rooster en de kathode en het rooster en de anode van de triodebuis

Het millereffect is in zijn algemeenheid geldig voor elk versterkingselement, waarin een willekeurige impedantie (meestal parasitair) zorgt voor een koppeling tussen de uitgang en de ingang. We zullen echter het effect hier beschrijven voor het geval van een triodebuis  (zie afbeelding) zoals dat oorspronkelijk het geval was.
We veronderstellen dat we te doen hebben met een ideale triodeversterker met versterking {\displaystyle \mathbf {A_{v}} }. Zolang {\displaystyle {\frac {1}{\omega C_{ag}}}>>R_{a}} (met {\displaystyle \omega =2\pi f}) blijft de versterking {\displaystyle \mathbf {A_{v}} } ook bij de aanwezigheid van {\displaystyle C_{ag}} reëel en positief.
De ingangsspanning levert nu twee stromen {\displaystyle \mathbf {I_{1}} } door {\displaystyle C_{gk}} en {\displaystyle \mathbf {I_{2}} } door {\displaystyle C_{ag}}. De spanning over {\displaystyle C_{ag}} bedraagt {\displaystyle \mathbf {V_{i}} -\mathbf {Vo} =\mathbf {V_{i}} +\mathbf {A_{v}V_{i}} =(1+\mathbf {A_{v}} )\mathbf {V_{i}} }.
Daarmee wordt
{\displaystyle \mathbf {I_{1}} =\mathbf {V_{i}} j\omega C_{gk}} en
{\displaystyle \mathbf {I_{2}} =(1+\mathbf {A_{v}} )\mathbf {V_{i}} j\omega C_{ag}}
De totale ingangsstroom wordt dan ook {\displaystyle \mathbf {I} =\mathbf {I_{1}} +\mathbf {I_{2}} =\mathbf {V_{i}} j\omega \{C_{gk}+(1+\mathbf {A_{v}} )C_{ag}\}=\mathbf {V_{i}} j\omega \{C_{gk}+C_{M}\}}.
We kunnen dus de invloed van {\displaystyle C_{ag}} vertolken als een capaciteit {\displaystyle C_{M}=(1+A_{v})C_{ag}} parallel aan {\displaystyle C_{gk}}. Als {\displaystyle A_{v}} reëel en positief is, kan deze equivalente ingangscapaciteit vele malen hoger zijn dan {\displaystyle C_{gk}}. De capaciteit {\displaystyle C_{M}} wordt de millercapaciteit genoemd. 
Typische waarden voor een triodeversterker zijn: {\displaystyle A_{v}=100,C_{gk}=5\,pF} en {\displaystyle C_{ag}=2\,pF}, de ingangscapaciteit is dan {\displaystyle C_{ing}=5+(101\times 2)\,pF=207\,pF}.
Ook bij moderne actieve componenten moet men rekening houden met het millereffect. Bij bipolaire transistoren wordt de millercapaciteit bepaald door de capaciteit van de gesperde PN-overgang tussen collector en basis. Bij MOS-transistoren wordt ze bepaald door de overlapping van de poortelektrode en het bron- of afvoergebied. Deze parasitaire capaciteiten zijn echter veel kleiner dan deze die we aantreffen in de triodebuis.

## Bron
- Prof. J. Davidse, Grondslagen van de elektronica 1, pagina's 96-97, Prisma-Technica, 1972